# Anpơ Glarus
Anpơ Glarus là một rặng núi ở miền trung Thụy Sĩ, trải dài từ đèo Oberalp tới đèo Klausen, giáp giới với rặng Alpes uranaises về phía tây, rặng Alpes lépontines về phía nam và rặng Alpes Appenzell về phía đông bắc. Phần phía đông của rặng núi này gồm phần lớn phay ngược (thrust fault) được UNESCO đưa vào danh sách Di sản thế giới (Swiss Tectonic Arena Sardona).

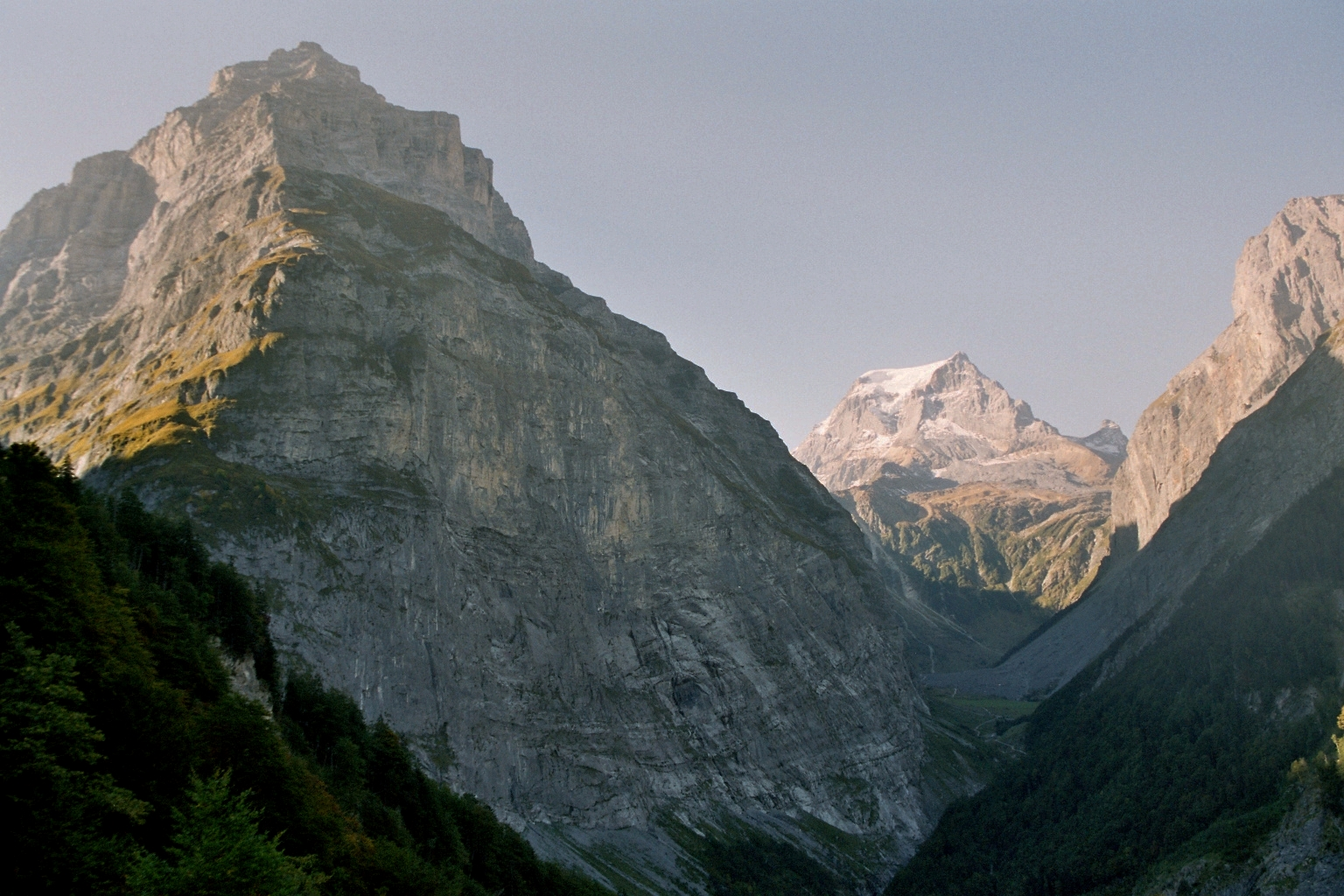
Selbsanft và Tödi

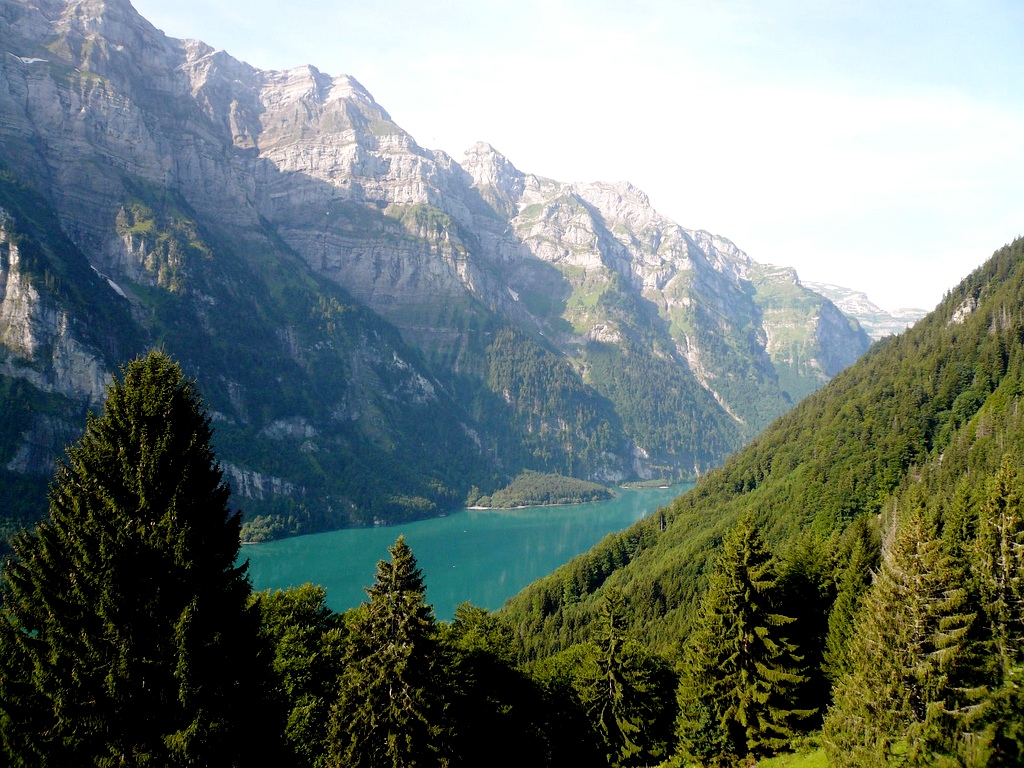
Klöntalersee

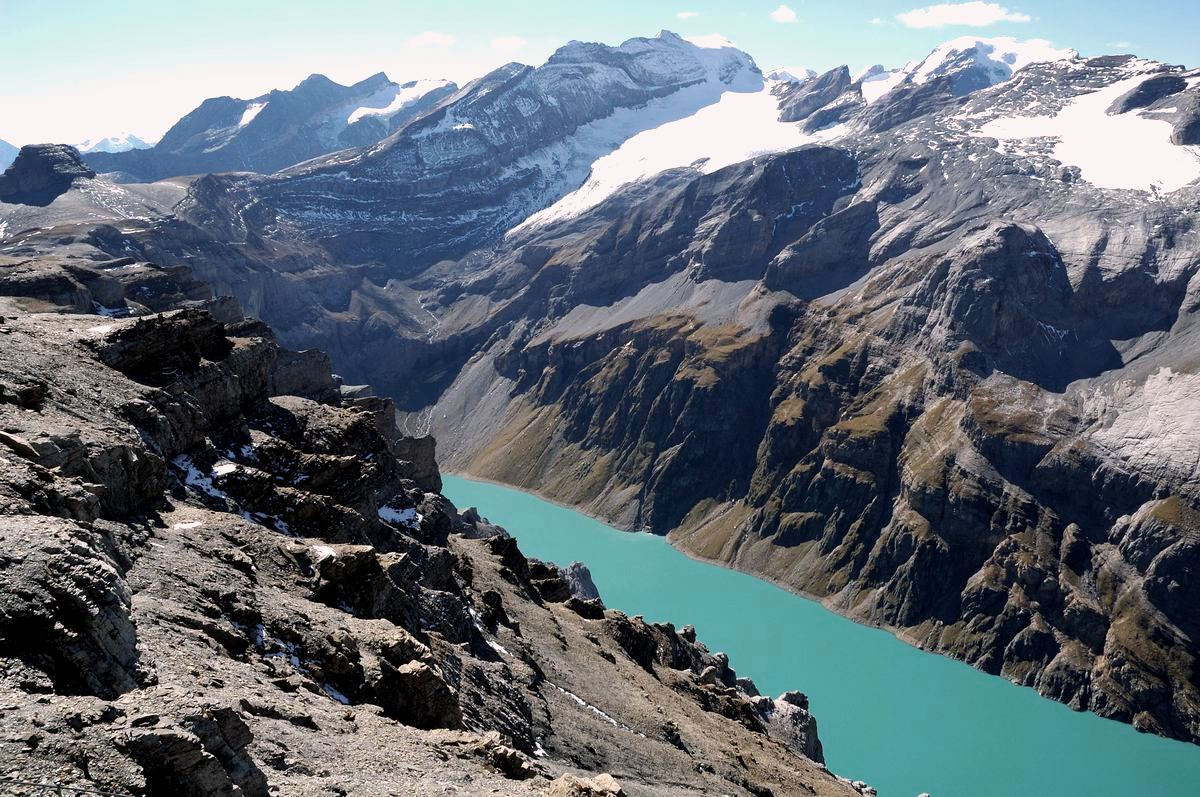
Bifertenstock trên Limmernsee

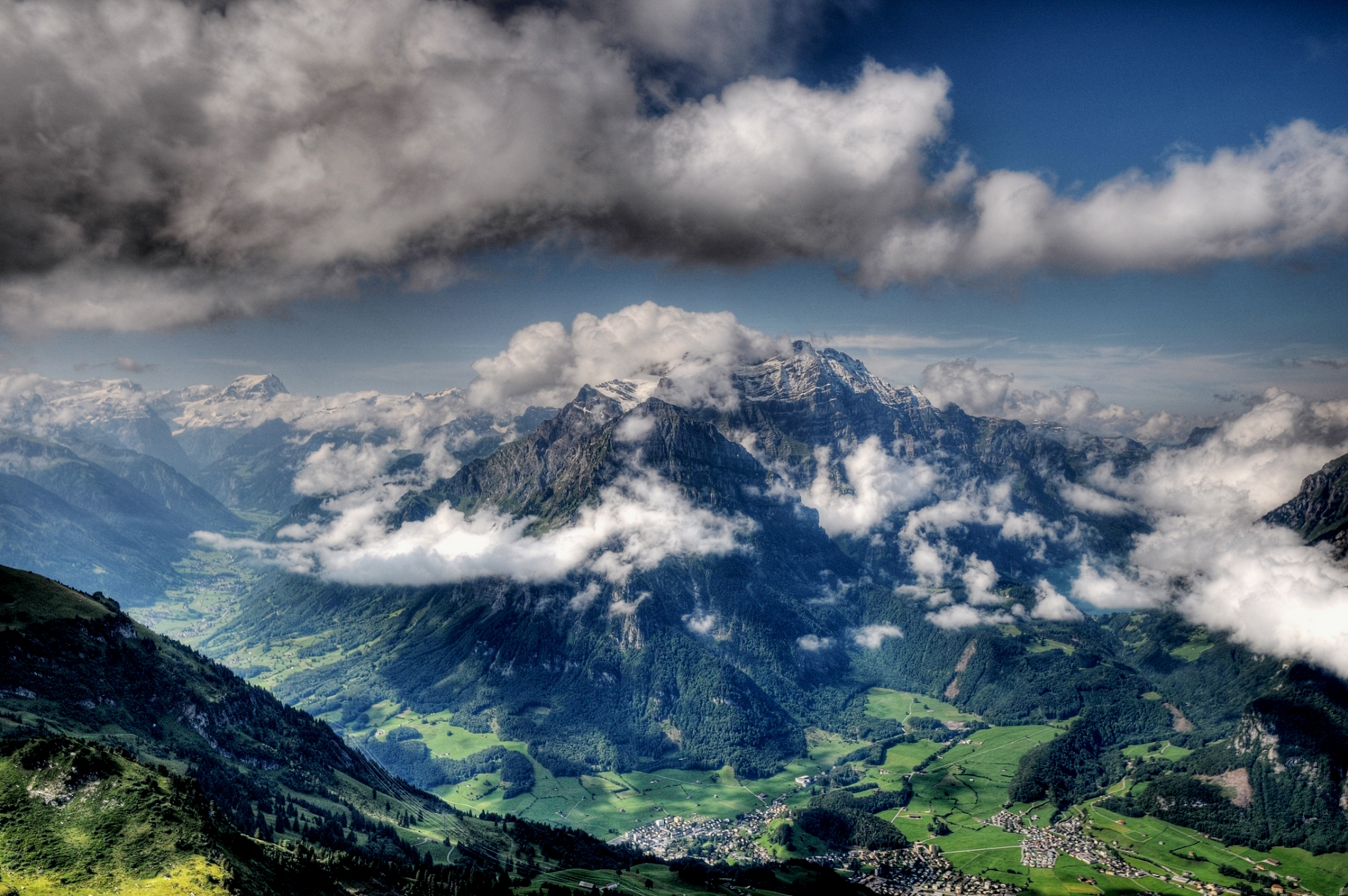
Cảnh nhìn từ ngọn Fronalpstock

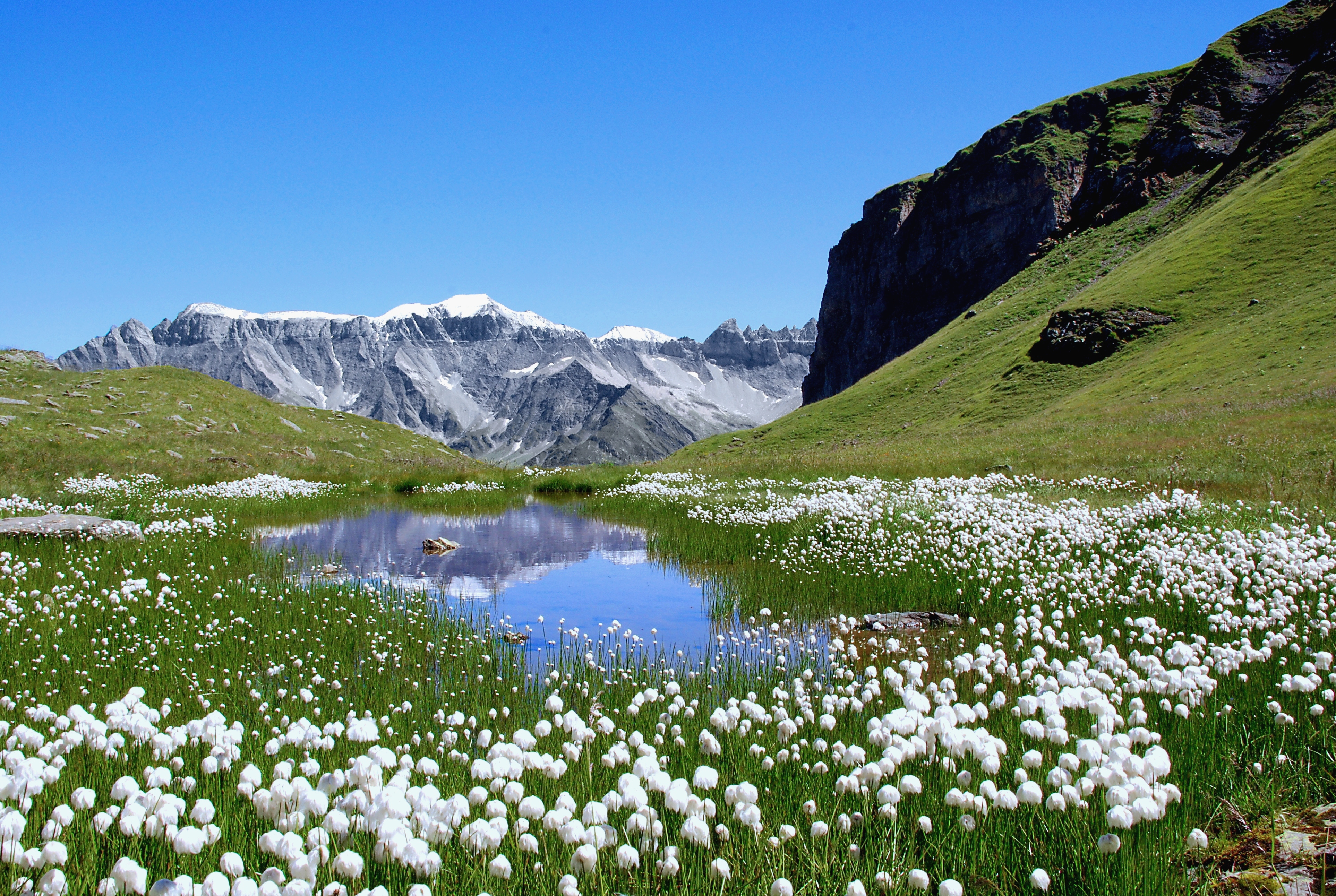
Phần phía đông Alpes glaronaises

## Các ngọn núi chính
| Tên                 | Độ cao   | Độ cao      |
| ------------------- | -------- | ----------- |
| Tödi                | 3614 mét | 11,857 feet |
| Bifertenstock       | 3426 mét | 11,241 feet |
| Piz Urlaun          | 3371 mét | 11,060 feet |
| Oberalpstock        | 3330 mét | 10,926 feet |
| Gross Schärhorn     | 3296 mét | 10,814 feet |
| Claridenstock       | 3270 mét | 10,729 feet |
| Düssi               | 3256 mét | 10,703 feet |
| Ringelspitz         | 3251 mét | 10,667 feet |
| Cavistrau           | 3250 mét | 10,663 feet |
| Gross Windgällen    | 3192 mét | 10,473 feet |
| Hausstock           | 3152 mét | 10,342 feet |
| Gross Ruchen        | 3136 mét | 10,289 feet |
| Piz Segnas          | 3102 mét | 10,178 feet |
| Piz Giuv            | 3098 mét | 10,165 feet |
| Crispalt            | 3080 mét | 10,105 feet |
| Bristen             | 3074 mét | 10,086 feet |
| Selbsanft           | 3029 mét | 9,938 feet  |
| Bündner Vorab       | 3025 mét | 9,925 feet  |
| Glärnisch           | 2914 mét | 9,560 feet  |
| Tschingelhörner     | 2850 mét | 9,351 feet  |
| Piz Sol Grauehorner | 2849 mét | 9,348 feet  |
| Calanda             | 2808 mét | 9,213 feet  |
| Kärpf               | 2797 mét | 9,177 feet  |
| Magerrain           | 2528 mét | 8,294 feet  |
| Mürtschenstock      | 2442 mét | 8,012 feet  |

## Các sông băng
- Hüfi
- Limmern
- Biferten
- Vorab

## Các đèo chính
| Đèo núi                   | Vị trí                         | Loại (năm 1911)   | Độ cao | Độ cao    |
| ------------------------- | ------------------------------ | ----------------- | ------ | --------- |
| Clariden Pass             | Amsteg tới Linthal             | tuyết             | 2969 m | 9741 feet |
| Planura Pass              | Amsteg tới Linthal             | tuyết             | 2940 m | 9646 feet |
| Kammlilucke or Scheerjoch | Maderanertal tới Unterschächen | tuyết             | 2848 m | 9344 feet |
| Sardona Pass              | Flims tới Bad Ragaz            | tuyết             | 2840 m | 9318 feet |
| Sand Alp Pass             | Disentis tới Linthal           | tuyết             | 2780 m | 9121 feet |
| Brunni Pass               | Disentis tới Amsteg            | tuyết             | 2736 m | 8977 feet |
| Segnes Pass               | Elm tới Flims                  | đưường đi bộ      | 2625 m | 8613 feet |
| Kisten Pass               | Linthal tới Ilanz              | đường xe ngựa xấu | 2500 m | 8203 feet |
| Panixer Pass              | Elm tới Ilanz                  | đường xe ngựa xấu | 2407 m | 7897 feet |
| Chrüzli Pass              | Amsteg tới Sedrun              | đường đi bộ       | 2350 m | 7710 feet |
| Foo or Ramin Pass         | Elm tới Weisstannen            | đường xe ngựa     | 2222 m | 7290 feet |
| Oberalp Pass              | Andermatt tới Disentis         | đường xe ngựa     | 2048 m | 6719 feet |
| Klausen Pass              | Altdorf tới Linththal          | đường xe ngựa     | 1952 m | 6404 feet |

## Các trạm thể thao mùa đông
| - Altdorf - Arth - Bad Ragaz - Braunwald - Breil/Brigels - Bürglen - Disentis/Mustér - Erstfeld - Falera - Filzbach - Flims - Flums - Illgau | - Küssnacht am Rigi - Laax - Luchsingen - Morschach - Quarten - Sattel - Schattdorf - Spiringen - Tujetsch - Unteriberg - Vilters-Wangs - Vitznau - Waltensburg/Vuorz |